# کلمنت اسموت
کلمنت اسموت (انگلیسی: Clement Smoot; ۷ آوریل ۱۸۸۴ – ۱۹ ژانویهٔ ۱۹۶۳) گلف‌باز اهل ایالات متحده آمریکا بود.